# ジャンクSPORTS
『ジャンクSPORTS』（ジャンク・スポーツ）は、フジテレビ系列で2000年（平成12年）4月11日から断続的に放送されているスポーツを題材としたトークバラエティ番組である。
通称は『ジャンク』『ジャンスポ』。こちらでいう「ジャンク」とは英語で「中毒」のこと。

## 概要
毎回様々なテーマを決め、浜田雅功（ダウンタウン）らMC陣とゲストのアスリートらがトークを展開する。
また、様々な番組オリジナル競技でアスリートが対決するなどの企画もある。大相撲・プロ野球・Jリーグ・MLB・UEFAなどの知名度の高いスポーツの選手だけでなく普段マスコミではあまり取り上げられない知名度の低いスポーツ選手も恒常的にゲストに呼ぶのが特徴。また「アスリートの奥様」「スポーツマスコミ」「元アスリート芸能人」など、スポーツ関係者を広範に特集するなどとアスリート以外にもスポーツ業界の裏側が見られる事もしばしば。特にアスリートの良い話を司会者の浜田が「カット」しようとすることがよくある。
この番組がきっかけで浜田はフジテレビ・FNS系列のトリノオリンピックの特別キャスターに起用された。内田と当時ダウンタウンなどのマネージャーを務めていた吉本興業社員の木本公敏が2006年1月に結婚した（その後木本・内田夫妻は独立し個人事務所を設立）。
2000年4月11日より、毎週火曜日 23:00 - 23:30（『バラパラ』枠、以下すべてJST）で深夜帯でレギュラー放送開始した。
2004年1月11日より、毎週日曜日 19:58 - 20:54に移動して深夜帯からゴールデンタイム・プライムタイム帯へ昇格した。また、ゴールデンタイム枠が日曜日の20時台に設定されたため、浜田は月曜日の音楽番組『HEY!HEY!HEY!』と合わせて、フジテレビ系列が20時台にレギュラーで放送する全国ネット番組で2夜続けてMCを務めていた。
2006年春期に、6年間レギュラー出演した俳優の金子賢が格闘家へ転身するために降板した。4月23日から俳優の石垣佑磨がレギュラーに加入した。
2006年9月24日は、本来のレギュラー枠はアニメスペシャル『ONE PIECE』となり、前枠の15:56 - 18:40で『ベルリンマラソン』 を予定していたが日本選手の欠場により中止となり、急遽16:00 - 18:00に『秋の大運動会 2時間スペシャル』として放送された。2002年のスペシャル以来となる、全国28局ネットで放送された。
2007年2月4日の放送は、21:00からの『発掘!あるある大事典II』がデータ捏造問題で打ち切られたため、『ジャンクSPORTS』は19:58 - 21:50の枠で放送し、後半部分は過去の未公開VTRなどで補填した。
2007年12月31日の18:30 - 21:00は『第58回NHK紅白歌合戦』の裏番組として『ジャンクSPORTS 2007大晦日スペシャル・浜田のハダカ祭り!!』が放送され、浅尾美和と西堀健実がビーチバレー対決第4戦を、「平成教育ジャンクSPORTS学院」と題して『熱血!平成教育学院』のセットを流用したパロディを浜田が学院長、内田が助手、石垣は生徒、長島一茂、古閑美保、土田晃之、本田朋子らが、内藤大助はボクシング対決をそれぞれ行った。視聴率は第一部が二桁、第二部は8.5%となった。
2008年11月16日に、MCの石垣が暴行容疑で逮捕されて芸能活動を自粛するため、既に収録済みの3週分は編集でカットして放送、その3ヶ月間は浜田・内田の2人体制となった。放送では浜田のバストショットの多用、内田はあまり映さず映す際には画面の両端に帯を入れる、合成で後ろのセットを石垣に被せるなどの編集が行われた。しかしながらわずかに肩や顔が見切れてしまっているシーンもあった。
2009年3月22日は19:00 - 20:54に『WE LOVE SPORTSスペシャル』として、スポーツ大好き芸能人によるトークスペシャルと当日開催された「2009年東京マラソン」に参加した芸能人による振り返りトークが生放送された。また、当日の放送で新MCとして大東俊介（番組に先立ち東京マラソンに参加）が紹介されたことに伴い前任の石垣はそのまま降板となった。
2006年10月15日放送分よりタイトルロゴは従来の『ジャンクSPORTS』のままだが、一部新聞ラ・テ欄の番組名表記がロゴに存在しない「!」を付けて「ジャンクスポーツ!」に変更された。
2009年9月20日の2時間スペシャルは前半の時間が『熱血!平成教育学院』の枠であるため、2番組のコラボレーションで「平成教育ジャンクSPORTS学院」を放送した。
2010年1月23日の一部スポーツ紙に同年3月でレギュラー放送を終了すると報じられる。同年3月21日の2時間スペシャル「ジャンクアワード マル秘映像大賞」放送を以って、深夜時代も含めた約10年間にわたるレギュラー放送は一旦終了し、以後『土曜プレミアム』枠などで改編期などにおける不定期での特番として制作が続けられていた。
2018年1月28日から、毎週日曜日 19:00 - 19:57に2010年3月のレギュラー放送終了以来となる約8年ぶりにレギュラー放送が復活（再開後初回は19:00 - 21:54に3時間SP）。タイトルロゴは「DANGER」マークから「REBORN」マークに変更。メインMCは、これまで通り浜田、女性MC（レギュラー3代目）には、永島優美（フジテレビアナウンサー）が務める。4代目のサブMCは不在になった。そして、発言テロップ等は同局の番組『VS嵐』、『VS魂』と同じ演出になった。ナレーターは伊藤利尋（フジテレビアナウンサー）が務める。また、フジテレビ系列の日曜19時台がレギュラー放送のバラエティ番組枠になるのは『日本語探Qバラエティ クイズ!それマジ!?ニッポン』以来の約3年ぶりとなる。なお『それマジ!?』以来4年間続いた、直前番組『サザエさん』からのジャンクションは、当番組より廃止された。
2018年10月からは20時台のフライングスタートが廃止されて、20:00終了となった。
2020年4月12日、放送開始20周年を迎えた。
2021年春の改編で『ダウンタウンなう』が終了したため、2023年現在浜田にとっては唯一のフジテレビのレギュラー番組となる。
2021年8月9日（月曜日）は本来の放送曜日ではないが、2020年東京オリンピックの閉会翌日であることから、臨時に枠移動の上『ジャンクSPORTS 緊急生放送で東京五輪メダリスト集結!舞台裏を大告白SP』と題して19:00 - 20:54に放送。なお、前日である8日の日曜日は通常放送されて、異例の2夜連続で放送された。
2022年4月以降、20時台の『千鳥の鬼レンチャン』のSP版および単発特番等で放送される傾向があり、月1 - 2回の放送になっていた。
2023年4月からはローカル枠（地域によっては他の日時での遅れ放送または打ち切り）に降格。制作局では土曜日17:00 - 17:30枠に移動し、30分枠短縮して放送される。後継番組は木曜21時台でレギュラー放送されている『千鳥のクセがスゴいネタGP』が『千鳥のクセスゴ!』へ番組名を改題・枠移動して放送されていた。枠移動後も不定期でゴールデン帯での特別番組は継続されている。
2025年3月10日、浜田が体調不良のため一時休養することが発表された。フジテレビは「収録済みのものは予定通り放送」すると発表した。
2025年5月10日放送分では、体調不良の浜田に代わり、千鳥が代役を務めた。

## 出演者
表記がない人物は、出演時点でフジテレビアナウンサー。

### メインMC
- 浜田雅功（ダウンタウン）

### サブMC
※全員、俳優。
- 金子賢（初代、2000年4月11日 - 2006年4月9日、2010年3月21日）
- 石垣佑磨（2代目、2006年4月23日 - 2008年11月16日、2010年3月21日）
- 大東俊介（3代目、2009年3月22日 - 2010年3月21日）

### 進行
- 大橋マキ（初代、放送開始 - 2001年3月）
- 内田恭子（2代目、2001年4月 - 2010年3月、2006年4月以降はフリーアナウンサーとして出演）

基本の番組進行は浜田、女性アシスタント（大橋マキ → 内田恭子）、男性レギュラー（金子賢→石垣佑磨→大東俊介）の3名で行っているが“司会”と肩書がテロップで表示されているのは番組開始以来、長らく浜田のみであった。画面向かって中央にいる男性レギュラーには肩書なし、向かって左にいる女性アナには担当しているスポーツニュース番組のキャスターという旨の肩書（例：“『すぽると!』キャスター”）がつけられていたが内田は『すぽると!』降板後の2006年4月9日以降肩書なしとなり、テロップのバランスが少し悪くなってしまった。
2006年11月頃からテロップが一新。肩書の表記が「司会」から「MC」に変更され、その肩書は浜田ではなく内田につけられた。
ゲストとのトークの時、司会の浜田と男性レギュラー（金子→石垣→大東）は椅子に座っているが内田は立って進行している。
- 山﨑夕貴（2011年の特番のみ）
- 加藤綾子（2012年9月17日、2013年2月16日）
- 永島優美（3代目、2018年1月28日 - 2024年2月）（2023年12月18日の特番からは産休のため欠席。レギュラー版については2024年2月にて卒業。）
- 佐久間みなみ（4代目、2023年12月18日 - ）（2023年12月から産休に入る永島の代打を担当、2024年3月レギュラー版から正式に登板）

### コーナー出演者
- 三宅正治（『スポーツファンタスティック』『アスリートに聞きました!』『スポーツ奥の奥』MC、放送開始 - 特番・2018年2月18日 - ）- 不定期出演
- 小林麻央（故人 フリーアナウンサー、2004年4月 - 最終回、『ファンタスティックストーリー』ナビゲーター）

## 主なコーナー

### スポーツファンタスティック
- メインのトークコーナー終了後、MCに三宅アナが加わりアスリートの企画ロケVTRなどを放送する。深夜時代からの人気コーナー。
- スポーツ界の三面記事的なネタ紹介が中心（ジャンク WORLD SPORTSなど）。視聴者が撮影したスポーツのスクープ映像を募集しており、採用されると賞金がもらえる。
- かつては、番組に出演した関口房朗から浜田と関口が同じ兵庫県尼崎市出身ということで命名件を得た競走馬のフサイチジャンクのレースが近づくと速報で伝えていた。しかし、菊花賞出走後は殆ど登場することはなかった。新馬戦を勝利したときのゼッケンがスタジオに飾られていた。
- BGMは映画『80日間世界一周』のテーマ曲。
- 向かって左から男性レギュラー（金子→石垣→大東）・浜田・三宅アナ・女性アシスタント（大橋→内田）の順に座ったセットがメインセットに登場するところから始まる。
- このコーナーで金子と浜田がガリガリ君のCMソングの一部を歌い、製造元の赤城乳業からガリガリ君が送られたことがある。
- F1などのイベントや美人女性アスリート紹介などでは浜田を模した人形「ハマダくん」が登場し、ハマダくんがリポーターとなってリポートすることもある。
- このコーナーのときだけアスリートが座っていた席にいろいろな動物の着ぐるみを着た人が座っている。たまに、その人たちが手を振りながらコーナーが終わるときがある。
- 他番組のコーナーのパロディをする事がある（例：『出没!アド街ック天国』等）。その度に三宅は「まさにどの番組もした事がない斬新な企画!!」という為、浜田から突っ込まれるのが恒例となっていた。

### アスリートに聞きました!
- 2004年1月からスタートした新コーナー。アスリートからアスリートへ質問をぶつけて見ようというコーナー。このコーナーも三宅アナの進行で送る。
- 三宅アナは後ろの出演者にかぶらんとする程カメラに近くに映るのだがメインセットに背を向けているため、ゲストアスリートに背を向けた状態で質問を読むことになる[注 4]。

### ファンタスティックストーリー
- 1人のトップアスリートを取り上げ、2004年4月からのレギュラーの小林麻央とのインタビューを交えて素顔に迫る真面目なドキュメンタリー。2018年の復活後はクロストークの他に以下のコーナーも実施している。

### ジャンクマッチ
- アスリートの驚異的な身体能力をいかした、出演者に合わせて考えた番組オリジナルの対決ゲーム。優勝者には浜田大明神金メダルが贈呈される。視聴者はデータ放送にてプレゼントが当たるアスリートの挑戦の結果を予想クイズに参加できる。

#### ウォールダッシュ
- 2018年1月28日放送分に実施。スポーツクライミングの一種目である、ウォールダッシュ。番組が用意した10mの高さの壁を[注 5]いかに速く登れるか挑戦してもらう。壁の頂上にはボタンがあり、押した時点のタイムが記録となる。そして、壁の傾斜や持ち手や足場となるホールドは競技さながら再現されている。今回は挑戦者全員初心者なので、難易度を下げたホールドを追加している。

|                      | 挑戦者     | タイム |
| -------------------- | ---------- | ------ |
| デモンストレーション | 野中生萌   | 7.87   |
| 1                    | 羽根田卓也 | 12.04  |
| 2                    | 藤光謙司   | 17.61  |
| 3                    | 吉村真晴   | 14.27  |
| 4                    | 槙野智章   | 17.88  |

- カヌーの羽根田卓也が優勝した。
- なお、この放送の前日の2018年1月27日の復活事前特番(関東ローカル)ではフジテレビアナウンサーの内野泰輔が挑戦した。タイムは46秒だった。

#### マン振りドラコンバトル
- 2018年1月28日放送分にVTRで実施。ドライバーでゴルフボールをどれだけ遠くに飛ばせるかを競う。OBはなしのボールはどこに飛んでもOK。1人3球挑戦し、一番遠くに飛ばした人の優勝となる。

なお、解説に戸張捷が務めている。
| プレイヤー         | 1球目 | 2球目 | 3球目 |
| ------------------ | ----- | ----- | ----- |
| ホラニ龍コリニアシ | 222Y  | 108Y  | 251Y  |
| 柏村亮太           | 269Y  | 267Y  | 303Y  |
| 山本隆弘           | 256Y  | 270Y  | 246Y  |
| 山﨑武司           | 267Y  | 279Y  | 276Y  |
| 石井一久           | 267Y  | 245Y  | 222Y  |
| 山川穂高           | 249Y  | 251Y  | 268Y  |

- 優勝はハンマー投げ現役日本チャンピオンの柏村亮太だった。
- 6人のうち山本と山﨑は前日の復活事前特番(関東ローカル)で、「前哨戦」としても放送されている。

#### ラウンドシューティング
- 2018年1月28日放送分に実施。挑戦者は高台に立ち、18m離れた回転する5つのゴールに、サッカーならシュート、ゴルフならアプローチ、野球ならピッチングやバッティングでゴールを狙う。制限時間は60秒。集中力に加え高いコントロール能力が必要になってくる。一度ゴールに入ったボールが跳ね返って出た場合も1ゴールのとしてカウントされる。なお、ズブの素人代表として浜田も挑戦している[注 6]。

| プレイヤー                            | ゴール数 | 浜田記録 |
| ------------------------------------- | -------- | -------- |
| 槙野智章 （サッカー）                 | 3        | 3        |
| 小平智 （ゴルフ）                     | 3        | 1        |
| 今永昇太 （野球・ピッチング）         | 6        | 2        |
| 内川聖一 （野球・ティーバッティング） | 2        | なし     |

- 放送前日の復活事前特番(関東ローカル)ではゴルフの永井花奈と野球の桑原将志が挑戦している。

| プレイヤー                            | ゴール数 |
| ------------------------------------- | -------- |
| 永井花奈 （ゴルフ）                   | 1        |
| 桑原将志 （野球・ティーバッティング） | 2        |

#### 神を止めろドリブル対決
- 2018年2月11日放送分に実施。ドリブルの神・岡部将和のドリブルを止める1対1の対決ゲーム。岡部がスタートしてドリブルをしながらゴールラインに向かう際に、挑戦者はスタートラインとゴールラインの枠内で止めれば勝利となる。岡部がゴールラインを超えてしまうと挑戦者の負けとなる。

| 挑戦者   | 勝敗 |
| -------- | ---- |
| 浜田雅功 | 敗北 |
| 鈴木尚広 | 敗北 |
| 秋山翔吾 | 勝利 |

#### バンカー高跳び選手権
- 2018年6月10日放送分のスペシャルで実施。ゴルフ版走り高跳びとなっている。挑戦者は壁との距離1m50cmのところからバンカーショットを放つ。ボールが壁を超え奥にあるグリーン[注 7]に落としてカップインすればクリアとなる。なお、壁の高さは1m80cmからスタート。クリア者は次の高さに挑戦できるが、失敗すると脱落となり次の高さには挑戦できない。

| プレイヤー | 1m80cm | 2m     |
| ---------- | ------ | ------ |
| 薗田峻輔   | 失敗   | ―      |
| 小鯛竜也   | 失敗   | ―      |
| 稲森佑貴   | クリア | 失敗   |
| 深堀圭一郎 | 失敗   | ―      |
| 星野隆也   | 失敗   | ―      |
| 時松隆光   | クリア | 失敗   |
| 今平周吾   | クリア | クリア |
| 石川遼     | 失敗   | ―      |

- 優勝は今平周吾。

その後エキシビションとして優勝した今平も含め5人が3mの壁に挑戦している（一部地域を除く）。
| プレイヤー | 3m     |
| ---------- | ------ |
| 今平周吾   | クリア |
| 小鯛竜也   | クリア |
| 深堀圭一郎 | クリア |
| 星野隆也   | 失敗   |

- 5人のうち石川遼は壁の高さを3m50cmを自ら指定。難易度が高すぎるため壁を超えるだけでクリアとルールで行われた。3回目でクリアした。

#### シュートスピードチャレンジ
- 2018年6月10日のスペシャルで実施。FIFAワールドカップに出場した元日本代表の方にシュートスピードがどれほどすごいのか披露してもらう。なお、ボールはワールドカップ・ロシア大会の公式球のテルスターを使用している。1人がチャレンジャーにボールをパスしてゴールに向かってシュートする[注 10]。

| チャレンジャー | 記録     |
| -------------- | -------- |
| 高原直泰       | 80km／h  |
| 稲本潤一       | 98km／h  |
| 駒野友一       | 105km／h |
| 巻誠一郎       | 108km／h |
| 岡野雅行       | 99km／h  |

- 巻と岡野のチャレンジ時にはゴールキーパーの立場として中村光宏(フジテレビアナウンサー)がゴール前に立ってシュートスピードを実際に体感した。

### スポーツ奥の奥
- 2018年2月11日間放送分より開始。レジェンドアスリートだからこそ知る現実や現役選手ではなかなか言えないことのスポーツ界の奥の奥の裏話を赤裸々に語るコーナー。

| 放送日        | ゲスト※50音順                          | テーマ           |
| ------------- | -------------------------------------- | ---------------- |
| 2018年2月11日 | 石井一久、G.G.佐藤、谷繁元信、星野伸之 | プロ野球の戦力外 |
| 2018年2月18日 | 石井一久、G.G.佐藤、谷繁元信、星野伸之 | プロ野球の戦力外 |
| 2018年2月25日 | 石井一久、G.G.佐藤、谷繁元信、星野伸之 | プロ野球の戦力外 |
| 2018年3月11日 | 石井一久、千葉真子、長塚智広、中西悠子 | ドーピング       |
| 2018年3月18日 | 石井一久、千葉真子、長塚智広、中西悠子 | ドーピング       |
| 2018年6月10日 | 北澤豪、武田修宏、土田晃之、松木安太郎 | 本田圭佑         |
| 2018年6月17日 | 石井一久、高橋尚成、仁志敏久、真中満   | 大谷翔平         |

## 浜田大明神

### 概要
元々、2006年に浜田が初めてF1観戦をしたハンガリーグランプリでホンダ所属のジェンソン・バトンが優勝し「浜田が行けば奇跡がおこる」という神話がはじまりである。その後、ホンダ以外にもトヨタ、スーパーアグリらのチームが浜田神話を信じるようになった。こうした声に応えるような形で、2007年のF1シーズンに浜田の顔を模した地蔵（当時は「浜田地蔵」と呼んでいた）をつくったのが始まり。このお地蔵様を、後に「浜田大明神」と呼ぶようになる。そのスーパーアグリは浜田地蔵を拝みジャンクのステッカーを車体に貼って同年のスペイングランプリに出場し、初のポイント獲得となった。
こうしたご利益が多く生み出されたことからその後F1以外のアスリートにも広まり、これまでに多くのアスリートが浜田大明神にお願い事をしている。
一般視聴者向けにも2007年末に「浜田大明神ストラップ」「浜田大明神ミニタオル」などのグッズを展開し、100種類以上のグッズが存在する。これらのグッズは、フジテレビのオンラインショップやフジテレビオフィシャルショップ（お台場本社、東京駅一番街内「東京キャラクターストリート」）及び浜田大明神出張イベントなどで購入可能であった。2008年10月には期間限定で、ファミリーマートで「浜田大明神スタミナカツ弁当」を発売した。また、フジテレビの夏イベント（お台場冒険王、お台場合衆国）や各種出張イベントで拝観が可能であった。
2018年のレギュラー放送復活後は、MC席の右隣（かつて、前述の「フサイチジャンク」のゼッケンが飾られていた場所）に設置されている。2023年4月以降は公式Twitterで次回予告動画の冒頭にて回に出演するアスリートが願い事をするシーンが公開されている。

### 大明神からのお告げ
お賽銭を入れると「心を込めて願いなさい!」と浜田の声がするので、その後に願い事を言う。願い事を聞いた後、以下のようなパターンでお告げがある。願いが叶いやすいと思われるパターンから順に列挙する。
- その願い、叶えてしんぜよう（一番良いパターン）
- よーし分かった、いつか叶えたる
- 努力したか?、努力したら叶えたる
- よーし、気が向いたら叶えたろ
- 6:4で叶えたる
- 50:50で叶えたろ
- 願いが叶うことだけが幸せと違うんやで
- 叶うか叶わへんか、今はまだはっきりせえへん
- そんなん知らんわ
- その願いは無理やな
- プッ（後ろを向いて屁をするもので、一番悪いパターン）

2018年以降はお告げのパターンが一部変更された。
- よっしゃ!その願い叶えたる!（一番良いパターン）
- まぁ…ええか。
- まぁ、気が向いたら叶えたる
- お賽銭ちょーだい!
- 君は何を言っている?
- それは無理やなぁ
- それは自分でなんとかせぇ!
- そんな願い知るか!
- 知らんがな!はい終了!（一番悪いパターン）

## 番組で生まれた種目

### グルグルフラッグス
- ビーチフラッグスと回転を合体させたこの種目。最初はシングル/1人だけでの挑戦だったが前K-1会長の石井和義の提案でダブル/2人での対決バージョンに進化を遂げた。将来的には全国大会を実施する予定だとか。

### スーパータッグオブウォー
- 規定体重の500kgの中で何人でも参加OKの綱引き対決。そのため、格闘技やラグビー等の選手がチームを組むと4人前後しか参加できないが、ジョッキーの場合は見習騎手（若手騎手）が体重50kgに満たない場合が多いため、10人以上でも参加可能である。ルールはカウントダウンのスタートの合図（特効の噴火）と共に試合スタート。どちらかのチームの主将（最前の人）が谷底に落ちたその瞬間に試合終了となる。

### レバーギブアップ
ジャンクCUP2010にお披露目されたパワー系競技。3人1組で挑むこのゲーム。スタートと同時に三つのレバーに向かって走り出して全てのレバーを倒したその瞬間に試合終了となる。

### ビーチバレーボール対決
- 浅尾美和と西堀健実のペア（ビーチエンジェルス[注 11]）に司会の浜田を中心とした「ジャンクチーム」が激突する対決。戦績が下の通りになっている事から一部のジャンクスタッフから「打倒!ビーチエンジェルス」の声がちらほらと聞こえている。
- 毎回、ジャンクチームは「奥の手」として様々なスポーツ選手の助っ人を用意するのがお約束となっている。ただし助っ人は時折たむらけんじ、平井理央といった芸能人やアナウンサーとなることもある。スポーツ選手もバレーボール選手に限らず、プロ野球選手・Jリーガーなど様々である。特にチェ・ホンマンが登場する場合は背丈の関係上、ジャンプせずともアタックやブロックができてしまうためビーチエンジェルスは苦戦する。
- このように毎回卑怯ともいえる「奥の手」を次々と投入し、必ず全員が土下座して「泣きの延長1セット」を行いながらも毎回1セットも奪えずに敗れていた。しかし浅尾・西堀ペア解散に伴う最終戦となった第6戦では楽天イーグルス選手を中心としたチーム構成（ユニフォームのロゴまで楽天に似せた「JUNK」の文字）で岩隈久志のスパイクが次々に決まるなど、最後にしてようやくビーチエンジェルスから1セット（3セットマッチの最終セット）を奪いついに勝利し「打倒!ビーチエンジェルス」を叶えて見せた。
- 最終戦のジャンクチームに楽天軍団で挑むことについて、スタッフ陣はジャンクチームの勝利より、この年プレーオフにも進出し、楽天が話題になっていたことにあやかりたくて企画したもので、勝利を想定して考えたものではない。
- 助っ人でよく登場する大林素子は、「最初から私が出てれば勝てる」と助っ人として呼ばれる度、スタッフに口にしている。

|   | 開催時期   | ジャンクチーム | 浅尾&西堀ペア （ビーチエンジェルス） |
| - | ---------- | -------------- | ------------------------------------ |
| 1 | 2006春     | ×              | ○                                    |
| 2 | 2007新春   | ×              | ○                                    |
| 3 | 2007春     | ×              | ○                                    |
| 4 | 2007大晦日 | ×              | ○                                    |
| 5 | 2009新春   | ×              | ○                                    |
| 6 | 2009年末   | ○              | ×                                    |

### 平成教育ジャンクSPORTS学院
- ジャンクの前で放送している『熱血!平成教育学院』とジャンクのコラボレーション企画。問題は全てスポーツに関するクイズで一番多くの正解数を出した生徒が優勝となる。

|   | 開催時期   | 優勝者             |
| - | ---------- | ------------------ |
| 1 | 2007大晦日 | 土田晃之           |
| 2 | 2009秋     | 有村智恵・須藤元気 |

### ハイジャンプブロック
- 助走をつけてより高い所に手の先を付ければOK。測るのは手の一番先。どこまでに飛んだ高さで最も大きく飛んだ者が優勝となる。この種目は2003年のW杯バレー前に全日本の選手達が挑戦し優勝は細川延由だった。

### 血液サラサラ選手権
MCFANと呼ばれる装置に血液をセット。スタートの合図と共に一斉に流れ一番早く流れ切った者が優勝となる種目。
- 金村義明は毎回、最下位になってしまっている。歴代優勝者は第1回がレーサーの脇阪寿一でタイムは52秒、第2回はバレーボールの中田久美でタイムは58秒、第3回はK-1レフェリーの角田信朗でタイムは57秒、そして第4回もK-1のアーネスト・ホーストでタイムは60秒だった。また、逆に血液ドロドロ選手権という大会も行なわれた。第1回から第3回まで3回連続最下位の金村義明と第4回で最下位となった元・横綱若乃花の花田虎上が2005年5月1日放送分で激突。結果は花田がいち早く血液を全て流し切った為に、金村の4大会連続の最下位が決まった。
- そんな金村がリベンジを熱望し実現したのが、同年10月2日の放送で開催された「血液ドロドロ世界選手権」。スポーツコメンテーター、女性アスリート、肉体派アスリートの3組で予選を展開、その結果F1解説者鈴木亜久里、元バレーボール全日本代表大林素子、ボディビルダーの山岸秀匡の3人が最後まで血液が流れきれず決勝で金村と対決することに。決勝は開始2分を過ぎた所で鈴木、山岸が血液を流し切り金村と大林の一騎討ちとなるが2分51秒、金村の血液が流れきり念願の最下位脱出。3分を過ぎても流れ切れなかった大林が世界王者となった。
- 2006年10月8日に「世界ドロドロ選手権2006」が開催。予選3組の中でトップとなった篠原信一、大菅小百合、板東英二と前回、世界王者となった大林が対決。結果、大林は2位と最下位脱出。世界王者は3分を過ぎても流れなかった板東となった。
- 2007年に行われた東京ヤクルトスワローズスペシャルでは「オフの間に不摂生をして血液ドロドロになっている選手は誰だ!?」というテーマのもと、8人のゲストの中からエース石川雅規・青木宣親・川島亮・新婚の城石憲之が選ばれ参加した。古田敦也監督は「じゃあビリは開幕スタメン無しで」と予告したうえで、「青木は(いろんな意味で)期待に応えてくれますからね」と最下位予測した。さらに石川は「外食ばかりの青木には負けたくない」と宣言したが、川島が優勝、城石が準優勝で抜けたため、石川と青木の一騎討ちになってしまった。最終的には青木が最下位になり、青木は「開幕スタメンだけは…よろしくお願いします。」というコメントを残した。

歴代結果
- 第1回血液サラサラ選手権
  - 優勝・脇阪寿一/52秒（現在、血液サラサラ世界記録）
  - 準優勝・武蔵/1分1秒
  - 第3位・河口正史/1分9秒
  - 最下位・金村義明/TIME OVER
- 第2回血液サラサラ選手権（金村の願いで、全員引退したアスリートにより開催）
  - 優勝・中田久美/58秒
  - 準優勝・本並健治/1分1秒
  - 第3位・舞の海秀平/2分4秒
  - 最下位・金村義明/2分16秒
- 第3回血液サラサラ選手権（金村の願いで、全員40代）
  - 優勝・角田信朗/57秒
  - 準優勝・三宅正治/1分3秒
  - 第3位・浜田雅功/1分18秒
  - 最下位・金村義明/1分30秒
- 第4回血液サラサラ選手権（金村挑戦権決定戦）
  - 優勝・アーネスト・ホースト/1分
  - 準優勝・ボブ・サップ/1分10秒
  - 第3位・天田ヒロミ/1分40秒
  - 最下位・花田虎上/2分43秒
- 血液サラサラ選手権 決定!ドロドロ血液No.1決定戦
  - 勝ち・花田虎上/1分36秒
  - 負け・金村義明/1分47秒
- 血液ドロドロ世界選手権
  - 第1位・鈴木亜久里/2分8秒
  - 第2位・山岸秀匡/2分?秒
  - 第3位・金村義明/2分51秒
  - 最下位・大林素子/TIME OVER
- 世界ドロドロ選手権2006
  - 第1位・大菅小百合/1分2秒
  - 第2位・大林素子/2分28秒
  - 第3位・篠原信一/2分45秒
  - 最下位・板東英二/TIME OVER

### アスリート 料理の鉄人
- フジテレビのかつての人気番組「料理の鉄人」のパロディ。女性アスリート2名が料理で対決する。但し、キッチンは普通のものを使用。
- 審査員は3人で、1人はプロの料理人、その他は番組常連のアスリートで構成される。
- 全部で4回行われたが、全て結果は2-1である。

|   | 放送日         | 勝者       | 敗者         |
| - | -------------- | ---------- | ------------ |
| 1 | 2008年11月16日 | 古閑美保   | 片岡安祐美   |
| 2 | 2009年2月15日  | 瀬間詠里花 | 諸見里しのぶ |
| 3 | 2009年6月28日  | 中野友加里 | 山田幸代     |
| 4 | 2009年8月16日  | 本橋麻里   | 大菅小百合   |

### グルグルフリースロー
- 大まかに言うと四段階に分かれているこのゲーム。
- 先ずは予選ステージ。1stは100cm・2ndは70cm・3rdは標準の45cm／其々、直径があるリングでチャンスは5球。
- 入る毎に決勝ステージ・成功時に貰える賞品が増える。
- そして決勝ステージでは先ず、グルグルマシーンに乗ってカウントダウン後に30回転・回る。
- 30回転回って、目がぐるぐる回った状態でバーが挙がった所から15秒以内にゴールを決めたら賞品獲得。失敗すると賞品不獲得となる。
- 決勝ステージは一発勝負でリングの大きさは2ndの70cmが採用される。

### 世界の果てまで行ってP
- 番組プロデューサーが世界各国に行き豪華アスリートに番組出演を説得させるためにいろいろと挑戦する企画。第1回で朝青龍を説得すべくモンゴルに行き、現地でモンゴル相撲をして朝青龍のご機嫌をとった。年末には朝青龍が番組出演した。

## エンディングテーマ
- レギュラー放送第2期、2018年5月6日放送分よりエンディングテーマ曲がついている。

| OA年月          | タイトル                                | アーティスト                 |
| --------------- | --------------------------------------- | ---------------------------- |
| 第1期           |                                         |                              |
| 2002年4月-6月   | 恋のサバイバルナイトフィーバー          | サカノウエヨースケ           |
| 2003年?月-?月   | PUZZLE                                  | ZEPPET STORE                 |
| 2003年?月-?月   | STEP FORWARD                            | 横山輝一                     |
| 2004年1月-3月   | TAKE IT TO THE LUCKY (金曜日のライオン) | TM NETWORK                   |
| 2004年?月-?月   | 青空ノ向コウ                            | TAKA                         |
| 2004年10月-12月 | SET ME FREE                             | 宇都宮隆                     |
| 2005年1月-3月   | ブラックジャック                        | RUN&GUN                      |
| 2005年?月-?月   | Groove is mine                          | LONG SHOT PARTY              |
| 2006年4月-6月   | 未来へ晴れるや                          | 高野健一                     |
| 2007年?月-?月   | 青春ロックンロール                      | 間慎太郎                     |
| 2007年7月-9月   | 約束                                    | ユーフォーリア               |
| 2007年10月-12月 | Zutto-Zutto                             | ピストルバルブ               |
| 2008年?月-?月   | LaLa Bye...                             | CLIFF EDGE                   |
| 2008年7月-9月   | voyage                                  | Kimeru                       |
| 2008年10月-12月 | Go my way                               | Song Riders                  |
| 2009年1月-3月   | 流れ星Z                                 | astrcoast                    |
| 2009年4月-6月   | 絆                                      | 双音家＋妛～akebi～          |
| 2009年7月-9月   | oi!                                     | alma                         |
| 2009年10月-12月 | PANDEMIC CARRIERS                       | 聖飢魔II                     |
| 2010年1月-3月   | キワダタサレタ美貌                      | jealkb                       |
| 第2期           |                                         |                              |
| 2018年5月-6月   | PARALLEL                                | PassCode                     |
| 2018年7月-9月   | まちがえた                              | SUPER BEAVER                 |
| 2018年10月-12月 | FAKE LOVE                               | BTS                          |
| 2019年1月-3月   | Running Away                            | THE BACK HORN                |
| 2019年7月-9月   | TIME COASTER                            | Da-iCE                       |
| 2019年10月-12月 | フレー!フレー!キミ                      | Fumika                       |
| 2020年1月-3月   | lonely fireworks feat.吉井香奈恵        | Blue but white               |
| 2020年4月-6月   | 光へ                                    | Runny Noize                  |
| 2020年7月‐9月   | Funny Bunny(Rock Stock Version)         | the pillows                  |
| 2020年10月-12月 | You & I                                 | GENERATIONS from EXILE TRIBE |
| 2021年1月-3月   | ONE WISH                                | MAN WITH A MISSION           |
| 2021年4月-6月   | アポロ -2020-                           | ドラマストア                 |
| 2021年7月-9月   | Congrats!                               | color-code                   |
| 2021年10月-12月 | SHALALA                                 | Half time Old                |
| 2022年1月-3月   | DA FUNK                                 | DA PUMP                      |
| 2022年4月-6月   | 初雪の前に                              | The Brow Beat                |
| 2022年7月-      | 語                                      | ERROR                        |
| 2023年4月-      | オドリバ★ジャポニカ                     | ベリーグッドマン             |

## 「DANGER」マークについて
この番組では放送上まずい発言についてはサイレンタイプの放送禁止音をかけて処理しているが、この際テロップやMCの浜田雅功やゲストアスリートの口にかぶせられるのが「DANGER」マークである。2006年1月29日の放送では柔道の先輩である古賀稔彦が独自の根性エピソードを披露したあと、後輩の野村忠宏が「柔道家としては尊敬しているがこんなにバカだったとは思わなかった」と発言し、「バカ」の部分だけこのマークと禁止音がかぶせられた。

## 特別番組

### ジャンクCUP 2010（2010年）
2010年12月28日（火曜日）に『スーパーアスリートが夢の対決! ジャンクCUP 2010』（19:00 - 22:48〈JST〉）を放送。『ジャンクSPORTS』のレギュラー放送終了後初の特別番組となる。浜田雅功が考案の新競技にアスリートが対抗戦形式で対決する内容。司会は『ジャンクSPORTS』の浜田雅功、内田恭子、三宅正治、大東俊介が務めた。

#### 放送内容
- 石川遼vs白鵬夢のゴルフ対決!
- アスリートあるあるソング選手権
- トレインバランス
- お台場国際女子駅伝
- グルグルフラッグ
- レバーギブアップ

### NEWジャンクSPORTS（2011年）
2011年11月12日（土曜日）21:00 - 23:10に『土曜プレミアム』内で『NEWジャンクSPORTS トーク復活祭り』が放送された。レギュラー時代から引き続いて浜田・三宅は出演したが、女性アシスタントは同局アナウンサーの山﨑夕貴が務めた。なお、レギュラー放送時代の金子、石垣、大東らに該当する男性レギュラーはおらず、トーク部分については浜田と山﨑の2人がMCを務めた。

#### 放送内容
放送内容としては、レギュラー時代のトーク中心であった。なお、この放送のエンディングで内藤大助（ボクシング）が現役引退を発表した。

### NEWジャンクSPORTS（2012年）
2012年9月17日（月曜日）19:00 - 20:54に『NEWジャンクSPORTS 浜田×五輪アスリート＝ロンドン㊙裏話大収穫祭SP』が放送された。
レギュラーの浜田と三宅が出演し、また、女性アシスタントは前半は同局アナウンサーの加藤綾子、後半は山﨑夕貴が務めた。トーク部分のMCは浜田と女性アシスタントの2人体制。内容としてはロンドンオリンピックに出場したアスリートとのトークなどを中心に構成（スタジオはロンドンオリンピックに出場したアスリートと「スポーツ大好き芸能人」のゲストが向き合う形のセットがとられた）。番組前半には「僕を試合に連れてって!SUPERアスリートハンター」が放送された（いわゆるフィーリングカップル、MCは浜田・加藤・三宅）。

#### 放送内容
番組前半
- MC - 浜田雅功、加藤綾子
- ゲスト - 吉田沙保里、浜口京子、三宅宏実、八木かなえ、清水聡、松田丈志、入江陵介、立石諒、萩野公介、新谷仁美／柴田理恵、天野ひろゆき、吉木りさ、ヒデ、平井理央（フジテレビアナウンサー）
- ゲスト（「僕を試合に連れてって!SUPERアスリートハンター」のコーナー） - 遠藤章造、JOY、後藤輝基、陣内智則、ケンドーコバヤシ

番組後半
- MC - 浜田雅功、山﨑夕貴
- ゲスト - 村田諒太、竹下佳江、太田雄貴、三宅諒、杉本美香、蟹江美貴、川中香緖里、早川漣／土田晃之、南明奈、設楽統、岡田圭右、本田朋子（フジテレビアナウンサー）

### NEWジャンクSPORTS（2013年）
2013年2月16日の21:00 - 23:10の『土曜プレミアム』枠にて『NEWジャンクSPORT 浜田×スーパーアスリート=噂の真相飛び出す!SP』が放送された。
レギュラーの浜田と三宅が出演し、また、女性アシスタントは同局アナウンサーの加藤綾子が務めた。トーク部分のMCは浜田と女性アシスタントの2人体制。

#### 放送内容
- MC - 浜田雅功、加藤綾子／三宅正治
- ゲスト - 村田諒太、清水聡、川澄奈穂美、高瀬愛実、金本知憲、清原和博、新井貴浩、浅尾美和、小林可夢偉、田中陽子、京川舞、土井杏南、朝原宣治、岸彩乃、渡部香生子、立石諒、扇原貴宏、山口螢、井上尚弥／勝俣州和、土田晃之、陣内智則、菜々緒、脇阪寿一、三田友梨佳（フジテレビアナウンサー）

### ジャンクSPORTSお宝映像大放出スペシャル（2013年）
2013年10月6日の19:00 - 22:54に『フジテレビ開局55周年記念 ジャンクSPORTSお宝映像大放出スペシャル』が放送された。

### ジャンクSPORTS 〜2015注目アスリート大集合SP!〜（2014年）
2014年12月30日（火曜日）21:00 - 23:18に『ジャンクSPORTS 〜2015注目アスリート大集合SP!〜』が放送された。

### ジャンクSPORTS 大相撲SP（2015年）
2015年5月2日（土曜日）21:00 - 23:10に『土曜プレミアム』枠で『ジャンクSPORTS 大相撲SP』が放送された。

### ジャンクSPORTS 〜新大関・照ノ富士も緊急出演!SP〜（2015年）
2015年6月7日（日曜日）19:58 - 21:48に『ジャンクSPORTS 〜新大関・照ノ富士も緊急出演!SP〜』が放送された。

### ジャンクSPORTS 〜こんなの撮れました!新撮映像 アスリートの見たことない瞬間SP〜（2015年）
2015年7月31日（金曜日）21:00 - 22:52に『金曜プレミアム』枠で『ジャンクSPORTS 〜こんなの撮れました!新撮映像 アスリートの見たことない瞬間SP〜』が放送された。

### ジャンクSPORTS 世界と戦う女子アスリートSP!!（2015年）
2015年8月16日（日曜日）19:58 - 21:48に『ジャンクSPORTS 世界と戦う女子アスリートSP!!』が放送された。

### 2023年以降の特別番組

#### ジャンクSPORTS 名門校の体育祭は大スケール＆コストコ爆買いSP!
2023年9月11日（月曜日）19:00 - 20:54に土曜枠移動後としては初のゴールデン特番。

#### ジャンクSPORTS 2023総決算！ A.R.E.の裏側２時間スペシャル
2023年12月18日（月曜日）19:00 - 20:54に放送。この回より産休で降板した永島に代わって佐久間みなみがMCを務めている。

#### ジャンクSPORTS プロ野球スター大集結！㊙️話連発！トークの日本一決定SP
2024年1月21日（日曜日）19:00 - 21:00に放送。日曜日に放送されるのは2023年3月以来。さらに、本番組の後の時間帯に放送される相方の松本人志がレギュラー出演する『まつもtoなかい』が放送されるため、19時台から21時台までダウンタウンがそれぞれ単独でレギュラー出演する番組が続けて放送されていた。

#### ジャンクSPORTS 昭和vs令和 名門校の寮潜入＆石川遼vs浜田ゴルフ対決SP
2024年3月18日（月曜日）19:00 - 21:00に放送。前半は名門校の寮を紹介し、後半は浜田チームと石川遼チームに分かれゴルフ対決をした。

#### 生ジャンクSPORTS パリ五輪メダリスト大集結！浜田も緊急ノープラン渡仏SP
パリオリンピックの特別番組で2024年8月13日（火曜日）19:00 - 21:54に生放送。

#### 生ジャンクSPORTS 2024年の顔が続々！スポーツ総決算3時間SP
2024年12月23日（月曜日）19:00 - 21:54に生放送。2024年のスポーツの出来事を生放送で振り返った。

#### ジャンクSPORTS プロ野球スターが大集結！トーク日本一は浜田とコストコSP
2025年1月26日（日曜日）19:00 - 21:54に放送。本来であれば19:00 - 21:00に2時間特番の予定だったが中居正広の女性トラブル問題により21:00の『だれかtoなかい』（『まつもtoなかい』の後身）が打ち切られたため、急遽1時間拡大した上で放送した。

## 関連番組

### フジテレビ開局50周年特別企画
2010年1月10日には、通常の『ジャンクSPORTS』にかわって『フジテレビ開局50周年特別企画 日本中が熱くなった歴史的瞬間!!独占!!スポーツ（秘）映像 今夜限りの解禁SP』（同日19:58 - 22:25（JST））が放送された。この番組は直接的には『ジャンクSPORTS』のスペシャル番組ではないが通常『ジャンクSPORTS』が放送される時間帯にあわせて放送されたほかスタジオセットについても『ジャンクSPORTS』とほぼ同じ構成をとり、司会も『ジャンクSPORTS』の浜田、内田、大東が務めた。

### スポーツジャングル
フジテレビ系列で2016年4月12日未明（11日深夜）から2017年3月14日未明（13日深夜）まで放送されていた浜田雅功がMCのスポーツトークバラエティ番組である。スポーツ界の様々な人物をスタジオに招き、視聴者を奥の深いスポーツの世界へといざなう。コンセプトは「スポーツの未知なる世界を探検」。『ジャンクSPORTS』から多くを継承しており、後継番組とも言える。

## スタッフ

### 第1期（2000年4月 - 2010年3月）
- 企画監修：高須光聖
- スーパーバイザー：香川春太郎
- 構成：村上卓史、遠藤みちスケ、中野俊成、渡辺哲夫、鮫肌文殊、一文無隼人、金森直哉
- リサーチ：木村タカヒロ、岸本浩二、藤本昌平、原木綿子
- ディレクター：林敏博、木下智裕（フジテレビ）、小藤浩一III（小藤浩一VI、当時フジテレビ）、升本琢也（フジテレビ）、高橋一也
- プロデューサー：秋元由紀子（フジテレビ）、村田聡子
- チーフプロデューサー：吉村忠史（フジテレビ、以前は総合演出→プロデューサー・演出）
- 技術協力：共同テレビジョン、八峯テレビ、クラフトフィールド
- スタッフ協力：D:COMPLEX
- 制作協力：奥津啓治・江間浩司（NET WEB）、宮本稔久（吉本興業）
- 制作：フジテレビスポーツ局
- 制作著作：フジテレビ

### 第2期（2018年1月 - ）
- 構成：高須光聖、藤本昌平 他
- 技術協力：ニユーテレス、fmt、IMAGICA Lab.
- ディレクター：間島陸（フジテレビ） 他
- 演出：中田三浩（b-DASH）
- 演出・プロデューサー：林敏博（b-DASH）
- プロデューサー：坂本耕司（プラモLLC）、林真凜（吉本興業）、永田浩子（b-DASH）
- チーフプロデューサー：蜜谷浩弥（フジテレビ）
- 制作協力：吉本興業
- 制作：フジテレビ編成制作局バラエティ制作センター
- 制作著作：フジテレビ

#### 過去のスタッフ
- 制作統括：中嶋優一（フジテレビ）
- プロデューサー：滝澤美衣奈・橋本英司・池田拓也（フジテレビ）、帯川航（吉本興業）
- 総合演出：萬匠祐基・当麻晋三[注 14]（共にフジテレビ、当麻→以前は演出）
- 総合演出/演出：高橋正尚（フジテレビ、以前はディレクター → 演出）
- ディレクター：宮木正悟・米田唯一（フジテレビ）

## ご当地パロディー

### ジャン九州ポーツ（ジャンクSPORTS福岡版）
フジテレビ系の九州地区基幹局であるテレビ西日本で放送されている正月特番で、正式な番組タイトルは「新春恒例 博多華丸・大吉の九州アスリートーク20XX」（『ジャン九州ポーツ』はスポーツファンタスティックに当たるコーナータイトル）。違うのは出演者が九州出身のスポーツ選手であることのみ（但し、野球ネタは福岡ソフトバンクホークス・サッカーネタはアビスパ福岡に偏っている）で、番組のコンセプトは全く同じ。司会は博多華丸・大吉とテレビ西日本の女性アナウンサー。年が進むにつれて、セットやテロップなど本番組と同じような演出になっている。
なお、2007年2月18日放送のジャンクSPORTS内でこのジャン九州ポーツが紹介された。この時MCの浜田は「パクリ」と発言している。またこの時点における司会だった牧尾結衣（当時は『とべとべHawks』を担当していて、華丸・大吉と2007年のFNSの日にも福岡チームとして参加していた）は『ジャン九州ポーツ』を兄弟番組として認めてもらうべく、同年7月1日の「女性スポーツキャスター特集」の回に山田優（元F1グランプリ中継進行役）らとともにジャンクSPORTSに出演した。辛子明太子を土産に持っていったことなどが評価され、MC陣にも認めてもらった（ということになっている）。
2008年も前年と同じ司会陣で制作・放送され、さらに『ジャンクSPORTS』にそっくりな作りになった。そして2009年放送には遂に三宅がTNCに乗り込む事態となったが、このときは牧尾が『TNCスーパーニュース』担当となった関係で第1回のみ担当していた『DREAM競馬』担当の高山梨香が復帰する形で入った。さらにその逆に華丸・大吉と新垣泉子（高山の“子分”、『アナ♥てな3人娘』の1人で2009年の『FNSの日』で行なわれたFNS27局対抗!三輪車12時間耐久レースの地元・テレビ西日本の女子アナドライバー）の3人がフジテレビへ殴り込み三宅と一緒にジャンクSPORTSのスタジオを使ってのジャン九州ポーツ版スポーツファンタスティックを実現し、その中にちゃっかりと内田恭子も参加して『ジャン九州ポーツ』を宣伝するという事態までやってのけた。
なお、2017年8月9日放送の『水曜日のダウンタウン』（TBSテレビ）内でこのジャン九州ポーツが紹介された。「もろパクリ企画でもMC仕事ならついつい受けちゃう説」という説の中で浜田が「華丸大吉、俺に黙って九州でジャンクSPORTSと全く同じことやってた」と発言している。ただ、松本の「マジで怒ってる?」という問いに対しては「怒ってない」と笑いながら応えていた。また、この説の次のプレゼンターが博多大吉でパネラーにパクリと言われた際、「ジャン九州ポーツはパクリではない、オマージュ企画」と弁明していた。
なお『ジャンクSPORTS』同様、ハイビジョン制作である。

### 大阪シャンクSPORTS（ジャンクSPORTS大阪版）
同じくフジ系の関西テレビでは、『たかじん胸いっぱい』（土曜12時放送、ローカル番組）のパロディ企画で関西のアスリートを集めて本家同様のトークをしていた（席順も同様）。過去5回（2011年11月26日など）放送していた。「シャンク」とはゴルフ用語でボールがクラブの変な所に当たって右方向に出てしまう事である。準レギュラーの金村義明など本家に出演している関西のアスリートが多く、野球ネタは阪神タイガースやオリックス・バファローズ、サッカーネタは京都パープルサンガ・ガンバ大阪・セレッソ大阪・ヴィッセル神戸に偏っていた。2012年4月7日放送からは「胸いっぱいスポーツ」にタイトルが変わり、席順は通常の胸いっぱいサミットと同様になった。たかじん休養時は増田英彦（ますだおかだ）、金村メインで進行していた。

## ネット局と放送時間

### 土曜夕方時代
表記はすべてJST。
| 放送対象地域   | 放送局                    | 系列           | 放送期間        | 放送日時                     | ネット状況 | 備考            |
| -------------- | ------------------------- | -------------- | --------------- | ---------------------------- | ---------- | --------------- |
| 関東広域圏     | フジテレビ（CX）          | フジテレビ系列 | 2023年4月1日 -  | 土曜 17:00 - 17:30           | 【制作局】 | 【制作局】      |
| 北海道         | 北海道文化放送（uhb）     | フジテレビ系列 | 2023年4月1日 -  | 同時ネット                   |            |                 |
| 佐賀県         | サガテレビ（STS）         | フジテレビ系列 | 2023年4月8日 -  | 同時ネット                   | [ 注 15 ]  |                 |
| 岡山県・香川県 | 岡山放送（OHK）           | フジテレビ系列 | 2023年10月7日 - | 同時ネット                   |            |                 |
| 長崎県         | テレビ長崎（KTN）         | フジテレビ系列 | 2024年7月20日 - | 同時ネット                   |            |                 |
| 福岡県         | テレビ西日本（TNC）       | フジテレビ系列 | 2023年4月1日 -  | 同時ネット                   | [ 注 16 ]  |                 |
| 福島県         | 福島テレビ（FTV）         | フジテレビ系列 | 2023年4月8日 -  | 土曜 14:00 - 14:30           | 遅れネット |                 |
| 長野県         | 長野放送（NBS）           | フジテレビ系列 | 2023年4月8日 -  | 土曜 16:00 - 16:30           | 遅れネット |                 |
| 中京広域圏     | 東海テレビ（THK）         | フジテレビ系列 | 2023年4月8日 -  | 月曜 0:30 - 1:00（日曜深夜） | 遅れネット | [ 注 17 ]       |
| 静岡県         | テレビ静岡（SUT）         | フジテレビ系列 | 2023年4月9日 -  | 日曜 8:30 - 9:00             | 遅れネット | [ 5 ] [ 注 18 ] |
| 福井県         | 福井テレビ（FTB）         | フジテレビ系列 | 2023年4月9日 -  | 日曜 9:30 - 10:00            | 遅れネット |                 |
| 近畿広域圏     | 関西テレビ（KTV）         | フジテレビ系列 | 2023年4月12日 - | 水曜 0:25 - 0:55（火曜深夜） | 遅れネット |                 |
| 熊本県         | テレビ熊本（TKU）         | フジテレビ系列 | 2023年4月13日 - | 木曜 0:25 - 0:55（水曜深夜） | 遅れネット | [ 6 ]           |
| 石川県         | 石川テレビ（ITC）         | フジテレビ系列 | 2023年4月15日 - | 日曜 1:15 - 1:45（土曜深夜） | 遅れネット |                 |
| 岩手県         | 岩手めんこいテレビ（mit） | フジテレビ系列 | 2023年4月16日 - | 日曜 8:25 - 8:55             | 遅れネット | [ 注 19 ]       |
| 富山県         | 富山テレビ（BBT）         | フジテレビ系列 | 2024年4月6日 -  | 土曜 10:25 - 10:55           | 遅れネット | [ 7 ]           |
| 秋田県         | 秋田テレビ（AKT）         | フジテレビ系列 | 2024年4月20日 - | 土曜 15:00 - 15:30           | 遅れネット |                 |
| 新潟県         | NST新潟総合テレビ（NST）  | フジテレビ系列 | 2025年4月5日 -  | 土曜 14:30 - 15:00           | 遅れネット | [ 8 ] [ 注 20 ] |

### ゴールデン第2期
| 放送対象地域   | 放送局                    | 系列                                         | 放送日時           | ネット状況 | 備考       |
| -------------- | ------------------------- | -------------------------------------------- | ------------------ | ---------- | ---------- |
| 関東広域圏     | フジテレビ（CX）          | フジテレビ系列                               | 日曜 19:00 - 20:00 | 【制作局】 | 【制作局】 |
| 北海道         | 北海道文化放送（uhb）     | フジテレビ系列                               | 日曜 19:00 - 20:00 | 同時ネット |            |
| 岩手県         | 岩手めんこいテレビ（mit） | フジテレビ系列                               | 日曜 19:00 - 20:00 | 同時ネット |            |
| 宮城県         | 仙台放送（OX）            | フジテレビ系列                               | 日曜 19:00 - 20:00 | 同時ネット |            |
| 秋田県         | 秋田テレビ（AKT）         | フジテレビ系列                               | 日曜 19:00 - 20:00 | 同時ネット |            |
| 山形県         | さくらんぼテレビ（SAY）   | フジテレビ系列                               | 日曜 19:00 - 20:00 | 同時ネット |            |
| 福島県         | 福島テレビ（FTV）         | フジテレビ系列                               | 日曜 19:00 - 20:00 | 同時ネット |            |
| 新潟県         | NST新潟総合テレビ（NST）  | フジテレビ系列                               | 日曜 19:00 - 20:00 | 同時ネット |            |
| 長野県         | 長野放送（NBS）           | フジテレビ系列                               | 日曜 19:00 - 20:00 | 同時ネット |            |
| 静岡県         | テレビ静岡（SUT）         | フジテレビ系列                               | 日曜 19:00 - 20:00 | 同時ネット |            |
| 富山県         | 富山テレビ（BBT）         | フジテレビ系列                               | 日曜 19:00 - 20:00 | 同時ネット |            |
| 石川県         | 石川テレビ（ITC）         | フジテレビ系列                               | 日曜 19:00 - 20:00 | 同時ネット |            |
| 福井県         | 福井テレビ（FTB）         | フジテレビ系列                               | 日曜 19:00 - 20:00 | 同時ネット |            |
| 中京広域圏     | 東海テレビ（THK）         | フジテレビ系列                               | 日曜 19:00 - 20:00 | 同時ネット |            |
| 近畿広域圏     | 関西テレビ（KTV）         | フジテレビ系列                               | 日曜 19:00 - 20:00 | 同時ネット |            |
| 島根県・鳥取県 | さんいん中央テレビ（TSK） | フジテレビ系列                               | 日曜 19:00 - 20:00 | 同時ネット |            |
| 岡山県・香川県 | 岡山放送（OHK）           | フジテレビ系列                               | 日曜 19:00 - 20:00 | 同時ネット |            |
| 広島県         | テレビ新広島（TSS）       | フジテレビ系列                               | 日曜 19:00 - 20:00 | 同時ネット |            |
| 愛媛県         | テレビ愛媛（EBC）         | フジテレビ系列                               | 日曜 19:00 - 20:00 | 同時ネット |            |
| 高知県         | 高知さんさんテレビ（KSS） | フジテレビ系列                               | 日曜 19:00 - 20:00 | 同時ネット |            |
| 福岡県         | テレビ西日本（TNC）       | フジテレビ系列                               | 日曜 19:00 - 20:00 | 同時ネット |            |
| 佐賀県         | サガテレビ（STS）         | フジテレビ系列                               | 日曜 19:00 - 20:00 | 同時ネット |            |
| 長崎県         | テレビ長崎（KTN）         | フジテレビ系列                               | 日曜 19:00 - 20:00 | 同時ネット |            |
| 熊本県         | テレビくまもと（TKU）     | フジテレビ系列                               | 日曜 19:00 - 20:00 | 同時ネット |            |
| 鹿児島県       | 鹿児島テレビ（KTS）       | フジテレビ系列                               | 日曜 19:00 - 20:00 | 同時ネット |            |
| 沖縄県         | 沖縄テレビ（OTV）         | フジテレビ系列                               | 日曜 19:00 - 20:00 | 同時ネット |            |
| 大分県         | テレビ大分（TOS）         | 日本テレビ系列 フジテレビ系列                | 金曜 9:50 - 10:50  | 遅れネット | [ 注 22 ]  |
| 宮崎県         | テレビ宮崎（UMK）         | フジテレビ系列 日本テレビ系列 テレビ朝日系列 | 土曜 15:30 - 16:30 | 遅れネット | [ 注 23 ]  |

- ゴールデン第2期のスペシャル放送時は原則として番組終盤の6分間はローカルセールス枠のため、一部地域はフジテレビの放送終了時刻の6分前に飛び降りとなる[注 24]が、フジテレビ以外の通常時同時フルネット局でも臨時に6分前で飛び降りする一方、通常時同時ネット局でも臨時フルネットで放送する場合があった。なお、2023年3月19日（日曜19時台最終回）のスペシャルはローカル枠をネットする局も、最後の土曜日17時台のお引越しの宣伝部分は、地域によってはネットの有無や、放送時間が異なる影響により、本編終了後に別の番組の番宣などに差し替える局があった。

### 過去のネット局（ゴールデン第2期）
※いずれの局も遅れネット。
| 放送対象地域 | 放送局            | 系列    | 放送日時（JST）              | 備考      |
| ------------ | ----------------- | ------- | ---------------------------- | --------- |
| 青森県       | 青森テレビ（ATV） | TBS系列 | 土曜 13:00 - 13:57           | [ 注 25 ] |
| 山梨県       | テレビ山梨（UTY） | TBS系列 | 火曜 0:25 - 1:20（月曜深夜） | [ 注 26 ] |

### 放送時間の変遷
表記はすべてJST。
| 放送期間                       | 放送時間                     |
| ------------------------------ | ---------------------------- |
| 2000年4月11日 - 2003年12月23日 | 火曜日 23:00 - 23:30（30分） |
| 2004年1月11日 - 2010年3月21日  | 日曜日 19:58 - 20:54（56分） |
| 2018年1月28日 - 9月30日        | 日曜日 19:00 - 19:57（57分） |
| 2018年10月7日 - 2023年3月19日  | 日曜日 19:00 - 20:00（60分） |
| 2023年4月-                     | 土曜日 17:00 - 17:30（30分） |